# Стрибки на батуті на літніх Олімпійських іграх 2020 — жінки
Змагання зі стрибків на батуті серед жінок на літніх Олімпійських іграх 2020 відбулися 30 липня Гімнастичному центрі Аріаке. Змагалися 16 спортсменок з 11-ти країн.

## Розклад
Вказано Японський стандартний час (UTC+9)
| Дата                    | Час   | Раунд        |
| ----------------------- | ----- | ------------ |
| П'ятниця, 30 липня 2021 | 13:00 | Кваліфікація |
| П'ятниця, 30 липня 2021 | 14:50 | Фінал        |

## Результати
Правила кваліфікації: перші 8 гімнасток (1-ша + 2-га спроба) виходять до фіналу. 

### Кваліфікація
| Місце | Спортсменка       | Країна                           | 1-ша спроба | 2-га спроба | Загалом | Примітки |
| ----- | ----------------- | -------------------------------- | ----------- | ----------- | ------- | -------- |
| 1     | Лю Лінлін         | Китай (CHN)                      | 50.155      | 55.315      | 105.470 | Q        |
| 2     | Чжу Сюеїн         | Китай (CHN)                      | 49.755      | 55.545      | 105.300 | Q        |
| 3     | Бріоні Пейдж      | Велика Британія (GBR)            | 48.850      | 55.810      | 104.660 | Q        |
| 4     | Розі Макленнан    | Канада (CAN)                     | 48.840      | 55.595      | 104.435 | Q        |
| 5     | Меґу Уяма         | Японія (JPN)                     | 48.705      | 54.880      | 103.585 | Q        |
| 6     | Сусана Кочесок    | Олімпійський комітет Росії (ROC) | 47.870      | 54.920      | 102.790 | Q        |
| 7     | Ніколь Азінгер    | США (USA)                        | 48.325      | 53.785      | 102.110 | Q        |
| 8     | Дафне Наварро     | Мексика (MEX)                    | 46.685      | 53.165      | 99.850  | Q        |
| 9     | Малак Хамза       | Єгипет (EGY)                     | 45.225      | 49.495      | 94.720  | R1       |
| 10    | Медді Девідсон    | Нова Зеландія (NZL)              | 47.870      | 45.540      | 93.140  | R2       |
| 11    | Яна Лебедєва      | Олімпійський комітет Росії (ROC) | 48.615      | 23.190      | 71.805  |          |
| 12    | Леа Лабрусс       | Франція (FRA)                    | 14.015      | 54.070      | 68.085  |          |
| 13    | Хікару Морі       | Японія (JPN)                     | 47.350      | 16.425      | 63.775  |          |
| 14    | Саманта Сміт      | Канада (CAN)                     | 48.335      | 11.210      | 59.545  |          |
| 15    | Лора Ґаллаґер     | Велика Британія (GBR)            | 47.235      | 6.100       | 53.335  |          |
| 16    | Джессіка Пікерінґ | Австралія (AUS)                  | 17.840      | 16.350      | 34.190  |          |

R1 = 1-ша резервістка
R2 = 2-га резервістка

### Фінал
| Місце | Спортсменка              | Складність | Виконання | Horiz. Disp. | Flight | Загалом |
| ----- | ------------------------ | ---------- | --------- | ------------ | ------ | ------- |
| 1     | Чжу Сюеїн (CHN)          | 15.000     | 16.800    | 9.400        | 15.435 | 56.635  |
| 2     | Лю Лінлін (CHN)          | 15.000     | 16.000    | 9.100        | 16.250 | 56.350  |
| 3     | Бріоні Пейдж (GBR)       | 15.000     | 15.800    | 9.400        | 15.535 | 55.735  |
| 4     | Розанна Макленнан (CAN)  | 14.900     | 15.600    | 9.200        | 15.760 | 55.460  |
| 5     | Меґу Уяма (JPN)          | 14.000     | 16.000    | 9.300        | 15.355 | 54.655  |
| 6     | Ніколь Азінгер (USA)     | 14.300     | 15.300    | 9.300        | 15.450 | 54.350  |
| 7     | Сусана Кочесок (ROC)     | 14.400     | 15.300    | 9.000        | 15.590 | 54.290  |
| 8     | Дафне Наварро Лоса (MEX) | 12.800     | 13.900    | 8.000        | 13.645 | 48.345  |